# Birobidzjan
Birobidzjan (Russisch: Биробиджан, Jiddisch: ביראָבידזשאן) ligt in Rusland, in het Federaal District Verre Oosten en is de hoofdstad van de Joodse Autonome Oblast. De naam wordt soms ook gebruikt om de hele autonome oblast aan te duiden. De stad ligt aan de rivieren Bira en Bidzjan, dicht bij de grens met China en aan de trans-Siberische spoorlijn.
Het aantal inwoners van de stad is 74.600 (2004).
De stad is ontstaan in 1932 uit het dorp Tichonkaja-Stantsia (genoemd naar het spoorwegstation Tichonkaja, waarbij het ontstond) en kreeg de stadsstatus in 1937. Het werd de hoofdstad van de door Stalin gevormde Joodse Autonome Oblast. Door Michail Kalinin (een belangrijke vertrouweling van Stalin) werd met betrekking tot het gebied gezegd: "Birobidzjan beschouwen we als een Joodse nationale staat".
In werkelijkheid bleken maar relatief weinig Sovjet-Joden belangstelling te hebben zich in het autonome district te vestigen. In 1939 maakten de Joden slechts 18.000 inwoners uit op een totale bevolking van 108.000 van het district. Kort na de oorlog kwam er nog een kleine migratiegolf, die het aantal Joden in 1948 op 30.000 bracht. Vanaf dat jaar maakte Stalin een einde aan de bevordering van de Joodse cultuur in dit gebied, zodat het voor Joden niet langer interessant was zich er te vestigen. Sinds de val van de Sovjet-Unie is het Joodse aandeel in de bevolking gedaald tot minder dan 5%.

## Geboren
- Yoel Razvozov (1980), Israëlisch politicus en judoka

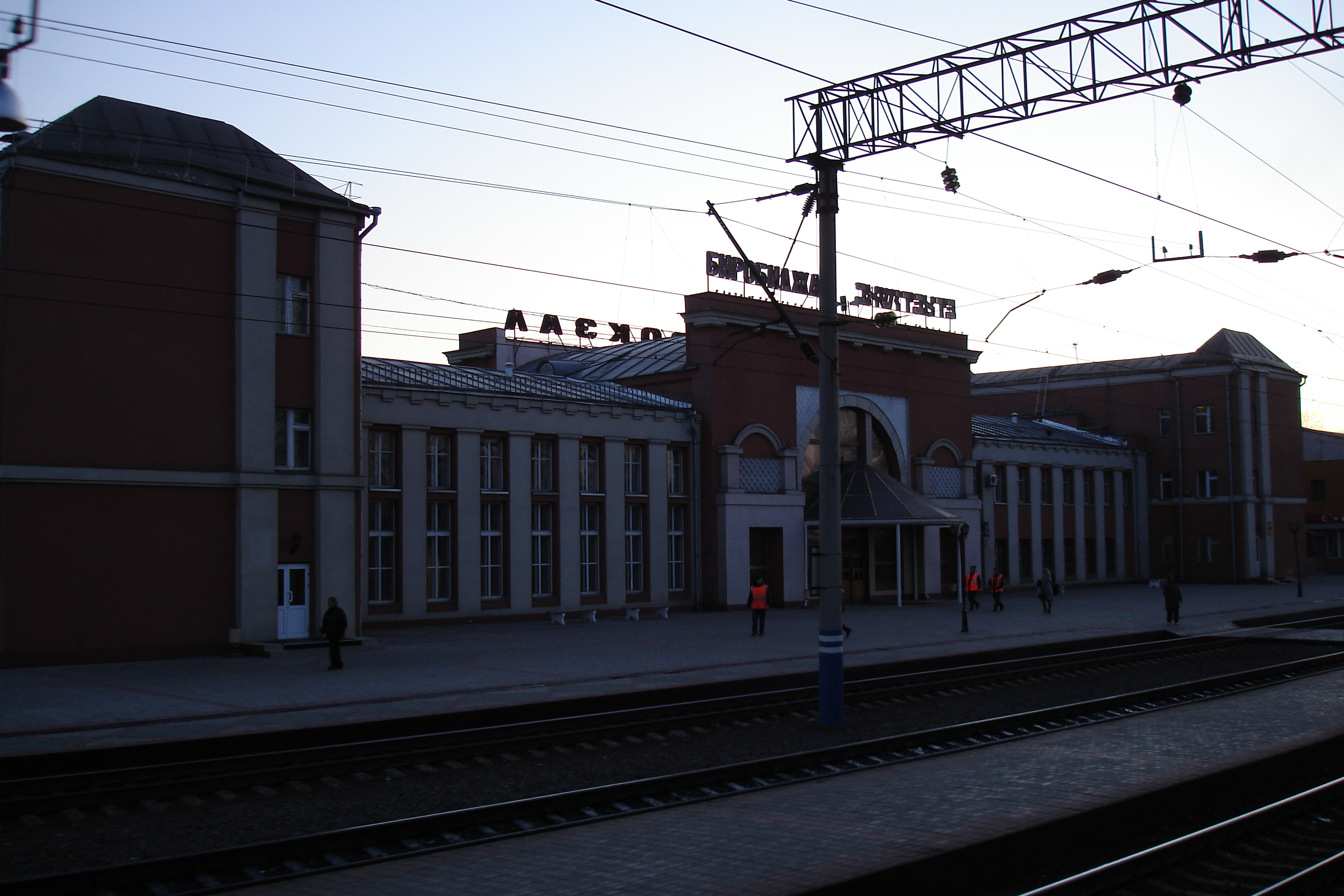
Spoorstation met boven het gebouw de naam in het Russisch en Jiddisch
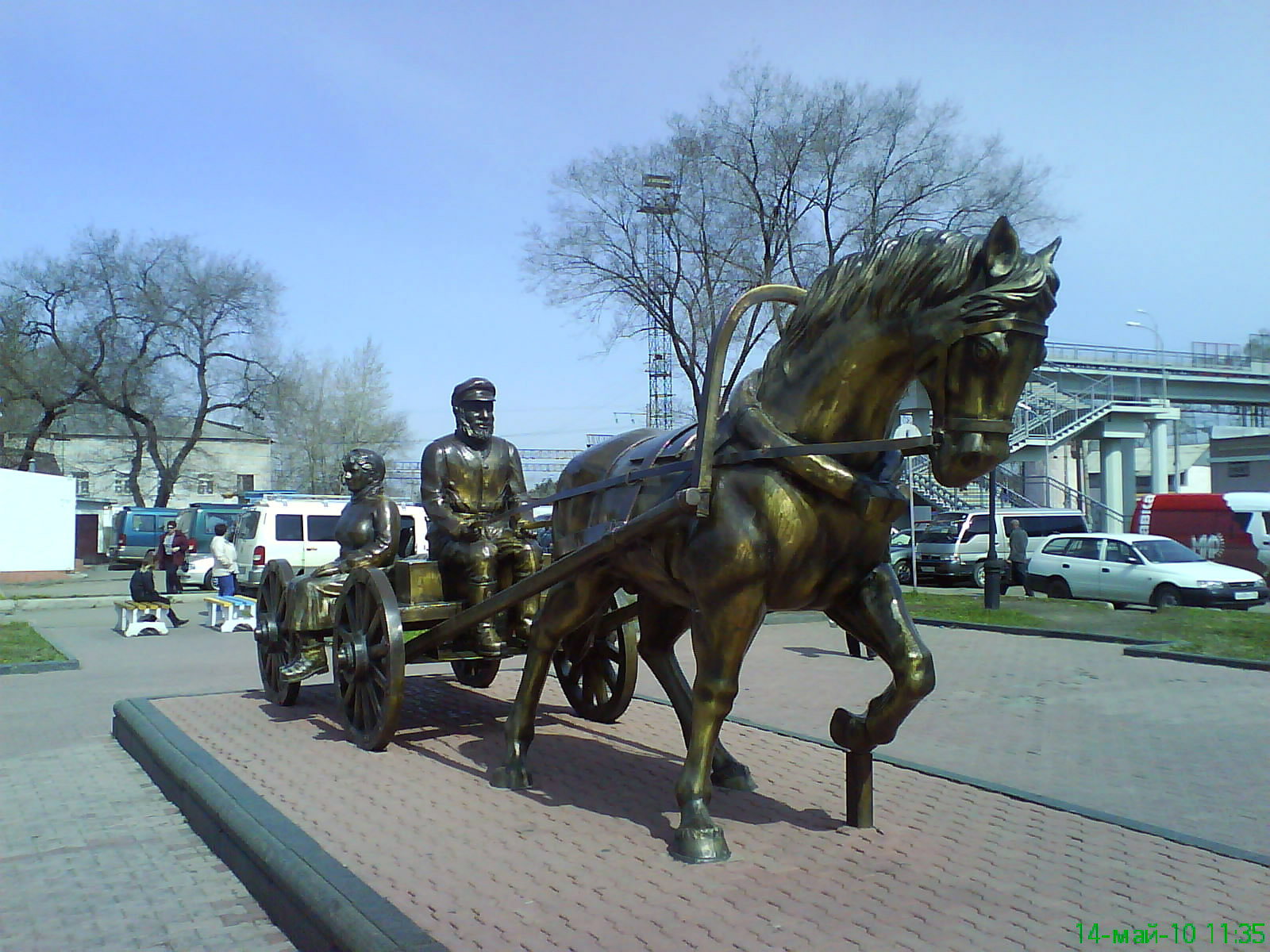
Standbeeld voor de kolonisten van Birobidzjan
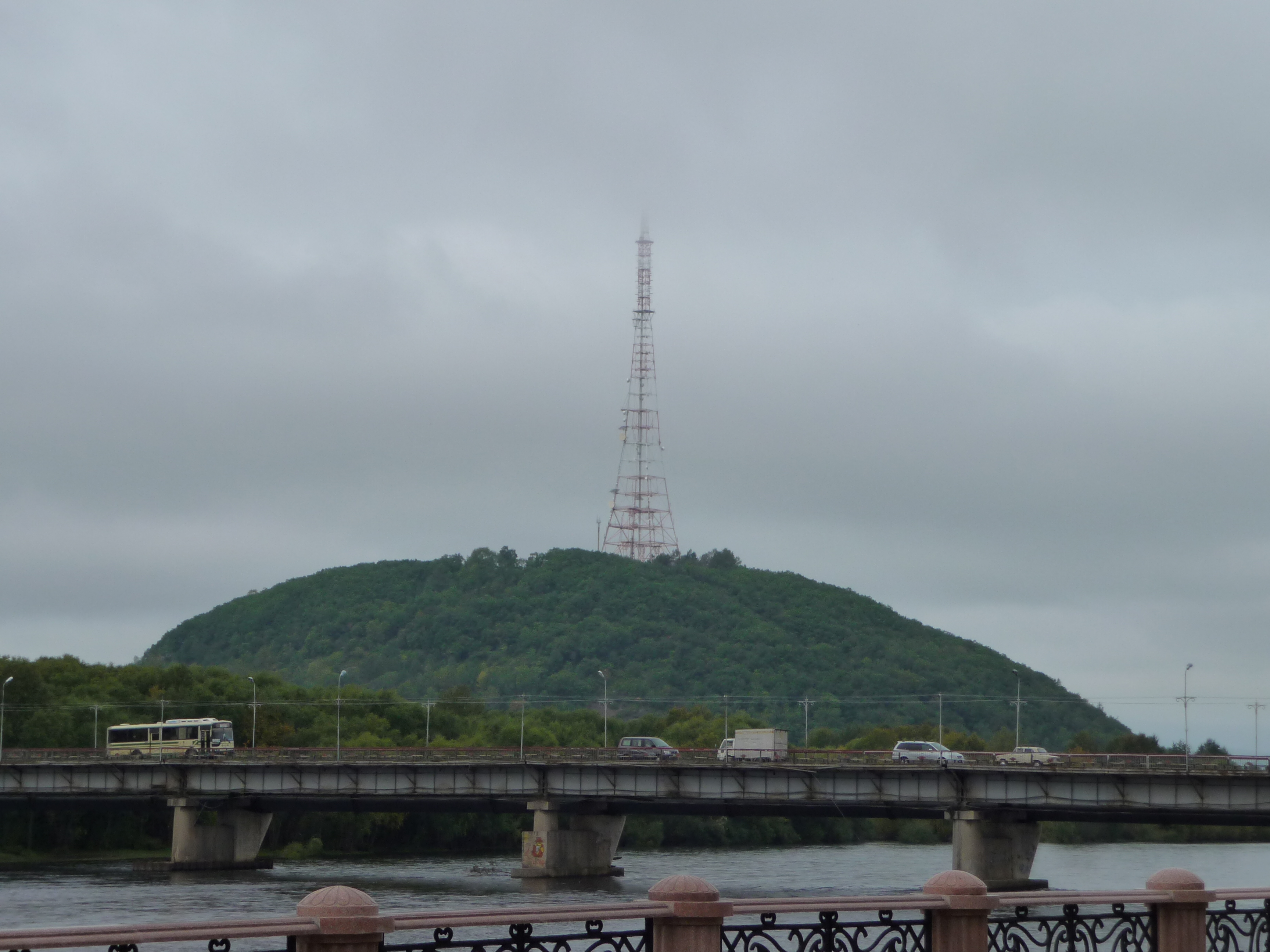
De Tichonkajaheuvel, waarnaar het spoorstation werd vernoemd